# Бергман, Ян-Пит
Ян-Пиет Бергман (африк. Jan Piet Bergman; 19 мая 1970) — южноафриканский боксёр-профессионал, выступающий в полусреднем весе.

## 1990 - 1996
Дебютировал в феврале 1990 года.
В сентябре 1996 года вышел на ринг против чемпиона мира в 1-м полусреднем весе Константина Цзю. Цзю нокаутировал Бергмана в 6-м раунде.
В апреле 1997 года в Бергман проиграл в Англии Джуниору Уиттеру.

## 2001 - 2007
В XXI веке Бергман провел несколько боев на тихой волне.